# Eosentomon coiffaiti
Eosentomon coiffaiti är en urinsektsart som beskrevs av Bruno Condé 1961. Eosentomon coiffaiti ingår i släktet Eosentomon och familjen trakétrevfotingar. Inga underarter finns listade i Catalogue of Life.